# GroupMe
GroupMe es una App mensajería instantánea para smartphones de Microsoft. La aplicación utiliza la red de datos del dispositivo móvil en el que se esté ejecutando, por lo tanto funciona conectada a internet a diferencia de los servicios tradicionales de mensajes cortos o multimedia.
La aplicación GroupMe está disponible para iOS utilizados en los dispositivos iPad, iPhone, IPod Touch; BlackBerry, Android y los dispositivos que utilizan Windows Phone.